# 1721 Велс
1721 Велс (енгл. 1721 Wells) је астероид главног астероидног појаса са пречником од приближно 40,03 km.
Афел астероида је на удаљености од 3,287 астрономских јединица (АЈ) од Сунца, а перихел на 3,005 АЈ.
Ексцентрицитет орбите износи 0,044, инклинација (нагиб) орбите у односу на раван еклиптике 16,128 степени, а орбитални период износи 2038,370 дана (5,580 година).
Апсолутна магнитуда астероида је 10,80 а геометријски албедо 0,052.
Астероид је откривен 3. октобра 1953. године.